# Seraph (U-Boot)
Die Seraph war ein U-Boot der britischen Royal Navy im Zweiten Weltkrieg und danach.
Das U-Boot war im Krieg an mehreren spektakulären Geheimmissionen maßgeblich beteiligt.

## Geschichte
Die Seraph (siehe Seraph) war ein Boot des dritten Bauloses der erfolgreichen S-Klasse. Dieses Baulos wird auch als Seraph-Klasse bezeichnet.
Sie wurde am 16. August 1940 bei Vickers-Armstrong im nordwestenglischen Barrow-in-Furness auf Kiel gelegt, lief am 25. Oktober 1941 vom Stapel und wurde von der Royal Navy am 10. Juni 1942 in Dienst gestellt.
Kurz nach der Indienststellung wurde der Neubau vor die norwegische Küste befohlen. Die zweiwöchige Patrouille verlief ohne Zwischenfälle oder Kampferfolge. Danach wurde das U-Boot in das Mittelmeer beordert. Auf dem Marsch in das neue Operationsgebiet wurde die Seraph vor Kap Finisterre von einem britischen Whitley-Bomber irrtümlich angegriffen. Das U-Boot überstand den Angriff unbeschadet. Im Mittelmeer angekommen wurde die Seraph der 8. U-Boot-Flottille zugeteilt. Sie nahm in den folgenden Jahren an mehreren geheimen Spezialoperationen teil.

### Operation Flagpole

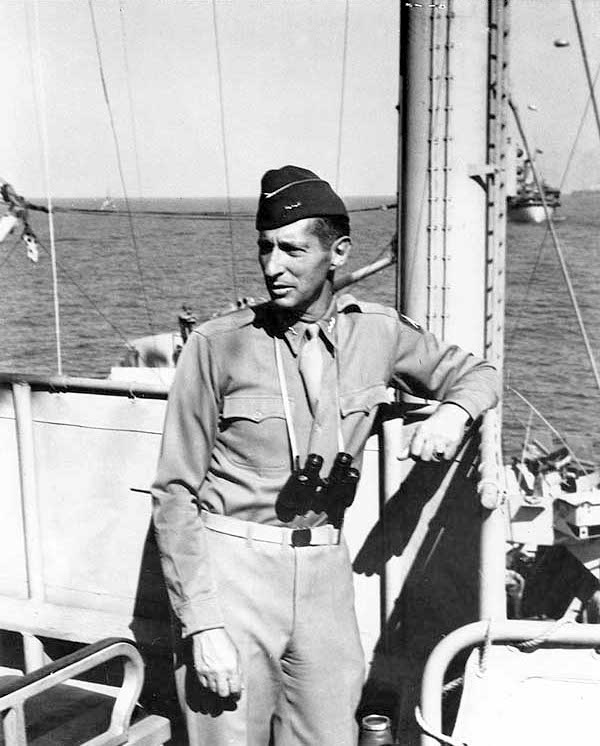
Mark W. Clark

In den letzten zwei Wochen des Septembers 1942 wurde unter dem Kommando von Lt. Norman Limbury Auchinleck „Bill“ Jewell die Seraph vor Algerien zur Beobachtung eingesetzt. Die Aufklärungsmission gehörte zu den umfangreichen Vorbereitungsmaßnahmen der als Operation Torch bezeichneten US-amerikanischen Landungen in Französisch-Nordafrika.
Nach der Rückkehr zur Basis in Gibraltar wurde das U-Boot mit der geheimen Mission „Flagpole“ betraut.
Am 19. Oktober 1942 lief das U-Boot aus. An Bord befanden sich neben drei britischen Commando-Einheiten sowie deren Waffen, Boote und Funkausrüstungen auch der US-amerikanische Major General Mark W. Clark. Clark war der Stellvertreter des Oberbefehlshabers der US-amerikanischen Streitkräfte in Europa General Dwight D. Eisenhower. Sein Auftrag war, geheim mit hohen vichyfranzösischen Offizieren zu verhandeln und somit die bevorstehende Landung auch politisch vorzubereiten. Am 20. Oktober erreichte das U-Boot die algerische Küste, wo die Passagiere abgesetzt wurden.
Die Mission des US-amerikanischen Emissärs war offensichtlich erfolgreich. Obwohl während der Geheimverhandlungen die Invasionsflotte schon auf dem Anmarsch war und Clark seinen französischen Gesprächspartnern den genauen Zeitpunkt und die konkreten Ziele der Landung nicht mitteilte, war der Widerstand der französischen Truppen bei der am 8. November 1942 folgenden US-amerikanischen Invasion in Französisch-Nordafrika sehr gering. Clark ging am 25. Oktober 1942 wieder an Bord der Seraph. Am selben Tag erreichte das britische U-Boot die Basis in Gibraltar, womit die Operation Flagpole abgeschlossen wurde.

### Operation Kingpin

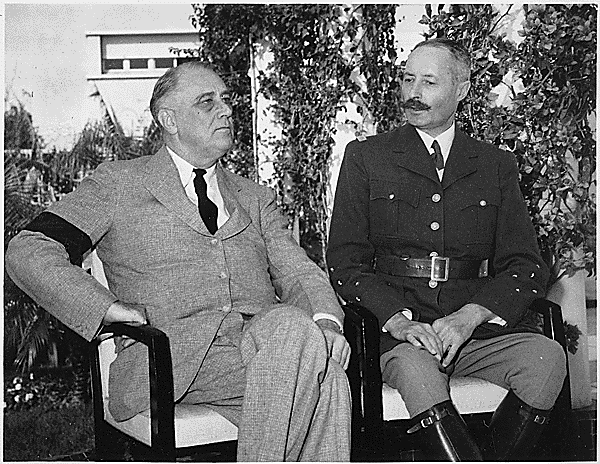
Präsident Roosevelt mit Giraud

Schon am 27. Oktober 1942 verließ die Seraph wieder die Basis, um vor die französische Mittelmeerküste zu laufen, wo eine weitere Geheimmission durchgeführt werden sollte. Am 5. November erhielt sie das Signal, sich der Küste zu nähern und circa 32 Kilometer von Toulon entfernt den französischen General Henri Giraud (Deckname: „Kingpin“) aufzunehmen. Giraud war ein halbes Jahr zuvor aus deutscher Kriegsgefangenschaft geflohen und hatte sich unter teils abenteuerlichen Bedingungen nach Südfrankreich durchgeschlagen. Er stand zwar politisch Marschall Philippe Pétain nahe, lehnte aber kategorische jegliche Kollaboration mit dem Deutschen Reich ab.
Da die Briten Girauds politischen Gegenspieler General Charles de Gaulle unterstützten, stand er ausschließlich mit den US-Amerikanern in Kontakt und lehnte offiziell jegliche Zusammenarbeit mit den Briten ab. Die US Navy hatte aber zu diesem Zeitpunkt kein eigenes U-Boot in dem betroffenen Seegebiet zur Verfügung. Deshalb wurde ein diplomatischer Kompromiss verabredet. Die Seraph wurde für die Dauer der Mission pro forma amerikanischem Kommando unterstellt. Der US-Offizier Captain Jerauld Wright übernahm das Kommando von Lt. Jewell.
Am 7. November 1942 wurde der französische General an ein Catalina-Flugboot übergeben, das ihn nach Gibraltar brachte.

### Erfolglose Patrouille im Mittelmeer
Am 24. November 1942 lief die Seraph wieder unter Jewells Kommando zu einer Patrouille aus. Der Kampfeinsatz erreichte aber keine Erfolge:
- Am 29. November wurde 30 Seemeilen westlich der ägadischen Insel Marettimo der italienischen Truppentransporter Citta di Tunisi (5419 BRT) erfolglos mit vier Torpedos angegriffen.
- Am 4. Dezember griff die Seraph 20 Seemeilen westlich von Marettimo bei 37° 59′ N, 11° 35′ O den deutschen Transporter Ankara (4768 BRT) an. Alle vier Torpedos verfehlten ihr Ziel.
- Am 23. Dezember versuchte sie 40 Seemeilen vor Bône (Algerien) bei 37° 17′ N, 8° 27′ O einen Rammangriff gegen das italienische U-Boot Alagi. Das italienische U-Boot konnte entkommen. Die Seraph wurde beschädigt und musste zur Reparatur nach Blyth in England zurückgezogen werden.

### Operation Mincemeat
Siehe auch: Operation Mincemeat
Nach den US-amerikanischen Landungen im Westen Nordafrikas und den britischen Offensiven im Osten stand die Kapitulation der deutsch/italienischen Kräfte im Krieg in Nordafrika kurz bevor. Der nächste logische Schritt war eine Invasion der Alliierten an der schwer zu verteidigenden mediterranen Südflanke der Achse. Dieser Umstand war natürlich der deutschen Abwehr lange vor der Niederlage in Afrika bekannt. Die Frage war also nicht, ob die Alliierten in Südeuropa angreifen würden, sondern wo genau. Da dem britischen Secret Intelligence Service bekannt war, dass die Gegenseite davon ausging, dass es eine Invasion gegen die weichen südlichen Küsten geben werde, aber nicht wusste, wo, wurde mit der Operation „Mincemeat“ ein Täuschungsmanöver eingeleitet, dessen Protagonist eine auf Trockeneis gelagerte männliche Leiche war. Der Tote trug den Tarnnamen „Major Martin“.
Am 19. April 1943 verließ die Seraph ihre Basis, um die Operation Mincemeat durchzuführen. Am 30. April wurde vor der südspanischen Küste bei Huelva die mit gefälschten Geheimpapieren ausgestattete und mit einer britischen Uniform bekleidete Leiche in das Meer geworfen. Die Papiere enthielten Fehlinformationen über bevorstehende alliierte Landungen auf dem Balkan und auf Sardinien. Der Absetzpunkt wurde so gewählt, dass die Strömung den Körper an die spanische Küste trieb, wo er auch gefunden wurde. Die Briten gingen davon aus, dass die neutralen Spanier die befreundeten Deutschen über den Leichenfund informieren würden, womit sie recht behielten. Die deutsche Abwehr untersuchte den Leichenfund und befand die gewonnenen Informationen offensichtlich für glaubhaft.
Die Operation war sehr erfolgreich, denn die Deutschen zogen entgegen der italienischen Einschätzung der Lage mehrere Einheiten wie Minenleger und Minensucher von Sizilien ab. Eine für die Wehrmacht wahrscheinlich viel fatalere Entscheidung war, dass kurz vor Beginn der Schlacht im Kursker Bogen zwei Panzerdivisionen von der Ostfront nach Griechenland bewegt wurden. In Wahrheit begannen die Alliierten am 10. Juli 1943 die Operation Husky und landeten, wie von der Aufklärung der Achse ursprünglich erwartet, auf Sizilien.
Ein Spielfilm über die Geheimdienstoperation wurde 1956 unter dem Titel The Man Who Never Was (dt.: Der Mann, den es nie gab) produziert. Im Film übernahm die Scythian die Rolle der Seraph.

### Weitere Einsätze und Nachkriegsgeschichte
Nach den Geheimeinsätzen patrouillierte die Seraph im Mittelmeer. Sie nahm als Sicherungsfahrzeug an der Landung in Sizilien teil. Für den 10. September 1943 meldete Lt. Jewel die Versenkung von fünf kleineren Einheiten östlich von Korsika. Am 5. November 1943 wurde östlich von Kreta das griechische Segelschiff Aghios Militiades (150 BRT) mit dem Deckgeschütz versenkt. Am Folgetag versenkte die Seraph vor Karpathos das griechische Segelschiff Narkyssos. Im Dezember 1943 wurde das U-Boot nach Chatham für notwendige Reparaturen und Umbauten zurückbeordert.
Die Seraph kehrte nicht mehr in den aktiven Kampfeinsatz zurück, sondern wurde zu einem Übungsziel umgebaut. Um die neuartigen und schnellen deutschen Typ-XXI-Boote simulieren zu können, wurden alle für den Betrieb unnötigen Aufbauten und die gesamte Bewaffnung entfernt. Das U-Boot wurde dadurch leichter und stromlinienförmiger. Des Weiteren wurden die Akkumulatoren durch leistungsfähigere Modelle ersetzt. Als Ergebnis konnte die Unterwassergeschwindigkeit auf 12 Knoten gesteigert werden. Die deutschen Boote waren aber trotzdem deutlich schneller.
Die Royal Navy nutzte das umgebaute U-Boot als Übungsziel für die Ausbildung ihrer U-Jagd-Einheiten. Die Seraph verblieb auch nach Kriegsende bis zu ihrer Stilllegung in dieser Rolle. Der auf höhere Unterwassergeschwindigkeiten optimierte Bootskörper diente außerdem der Erforschung neuer modernerer U-Boot-Konzepte. Die gewonnenen Erkenntnisse wurden bei der Entwicklung der ersten britischen Atom-U-Boote genutzt.
Die Seraph wurde am 21. Oktober 1962 außer Dienst gestellt. Sie erreichte Briton Ferry in Wales am 20. Dezember 1965 und wurde dort anschließend abgewrackt. Teile ihres Turmes sind bis heute erhalten und werden in den USA auf dem Gelände der Militärakademie von Charleston (South Carolina) ausgestellt. Mark W. Clark war zwischen 1954 und 1965 Rektor der Ausbildungsstätte.